# Talk That Talk
Talk That Talk은 바베이도스의 가수 리한나의 여섯 번째 정규 음반으로, 데프잼 레코드를 통해 2011년 11월 21일 발매되었다. 리드 싱글은 켈빈 헤리스가 피처링으로 참여한 "We Found Love"로, 2011년 9월 22일 미국 아이튠즈를 통해 처음 발매되었다. 앨범에는 알앤비, 댄스 팝, 팝 장르에 뿌리를 둿고, 힙 합, 일렉트로, 트랜스, 하우스, 덥스텝과 같은 장르도 수용했다.
Talk That Talk은 발매 첫 주 미국에서 197,000만 장을 팔아 빌보드 200 3위로 데뷔했고, 영국에서는 163,000만 장을 팔아 영국 음반 차트 1위로 데뷔했다.

## 상업적 성과
Talk That Talk은 미국에서 발매 첫 주 197,000만 장을 팔아 빌보드 200 3위로 데뷔했는데, 같은 데뷔 순위를 기록했던 리한나의 이전 앨범 Loud (207,000만 장)와 비교하면 약간 모자란 판매량이였다. 둘째 주에는 68,200만 장을 팔아 7위로 하락했으며, 누적 266,400만 장을 기록했다. 2011년 12월 25일까지 미국에서 총판 472,000만 장의 판매고를 올리고있다. 영국에서는 발매 6일만에 300,000만 장의 출하량을 기록해 영국 축음기 협회로부터 플래티넘 인증을 받았다. 그리고 영국 발매 첫 주 163,000만 장을 팔아 영국 음반 차트 1위로 데뷔했다. 같은 시기, 싱글 "We Found Love"도 영국 싱글 차트에서 1위를 하고있었는데, 이는 같은 해 두 개의 앨범에서 싱글, 앨범 차트 모두 1위를 차지한 여자 가수로는 영국에서 처음있는 기록을 세웠다. 2011년 1월, "What's My Name?"과 Loud가 1위를 했었다.

## 수록곡
| #            | 제목                                    | 재생 시간 |
| ------------ | --------------------------------------- | --------- |
| 1.           | 〈You Da One〉                          | 3:20      |
| 2.           | 〈Where Have You Been〉                 | 4:02      |
| 3.           | 〈We Found Love〉 (Feat. Calvin Harris) | 3:35      |
| 4.           | 〈Talk That Talk〉                      | 3:29      |
| 5.           | 〈Cockiness〉 (Love It)                 | 2:58      |
| 6.           | 〈Birthday Cake〉                       | 1:18      |
| 7.           | 〈We All Want Love〉                    | 3:57      |
| 8.           | 〈Drunk On Love〉                       | 3:32      |
| 9.           | 〈Rock Me Out〉                         | 3:29      |
| 10.          | 〈Watch N' Learn〉                      | 3:31      |
| 11.          | 〈Farewell〉                            | 4:16      |
| 총 재생 시간 | 총 재생 시간                            | 45:42     |

## 차트 및 인증
| 차트 (2011)                   | 최고 순위 |
| ----------------------------- | --------- |
| 오스트레일리아 앨범 차트      | 5         |
| 오스트레일리아 어반 앨범 차트 | 1         |
| 오스트리아 앨범 차트          | 1         |
| 캐나다 앨범 차트              | 3         |
| 벨기에 앨범 차트 (플랜더스)   | 3         |
| 벨기에 앨범 차트 (왈로니아)   | 6         |
| 덴마크 앨범 차트              | 10        |
| 네덜란드 앨범 차트            | 6         |
| 핀란드 앨범 차트              | 16        |
| 프랑스 앨범 차트              | 2         |
| 독일 앨범 차트                | 3         |
| 그리스 앨범 차트              | 16        |
| 헝가리 앨범 차트              | 19        |
| 아일랜드 앨범 차트            | 2         |
| 이탈리아 앨범 차트            | 10        |
| 멕시코 앨범 차트              | 26        |
| 뉴질랜드 앨범 차트            | 1         |
| 노르웨이 앨범 차트            | 1         |
| 폴란드 앨범 차트              | 2         |
| 포르투갈 앨범 차트            | 14        |
| 스페인 앨범 차트              | 6         |
| 스웨덴 앨범 차트              | 26        |
| 스위스 앨범 차트              | 1         |
| 영국 음반 차트                | 1         |
| 영국 알앤비 앨범 차트         | 1         |
| 미국 빌보드 200               | 3         |
| 미국 알앤비/힙합 앨범         | 1         |

| 차트 (2011)      | 순위 |
| ---------------- | ---- |
| 영국 음반 차트   | 10   |
| 스위스 음반 차트 | 36   |

| 국가 (인증기관)       | 인증        |
| --------------------- | ----------- |
| 오스트레일리아 (ARIA) | 골드        |
| 덴마크 (IFPI)         | 골드        |
| 독일 (BVMI)           | 골드        |
| 영국 (BPI)            | 2× 플래티넘 |
| 미국 (RIAA)           | 골드        |